# Oliebol

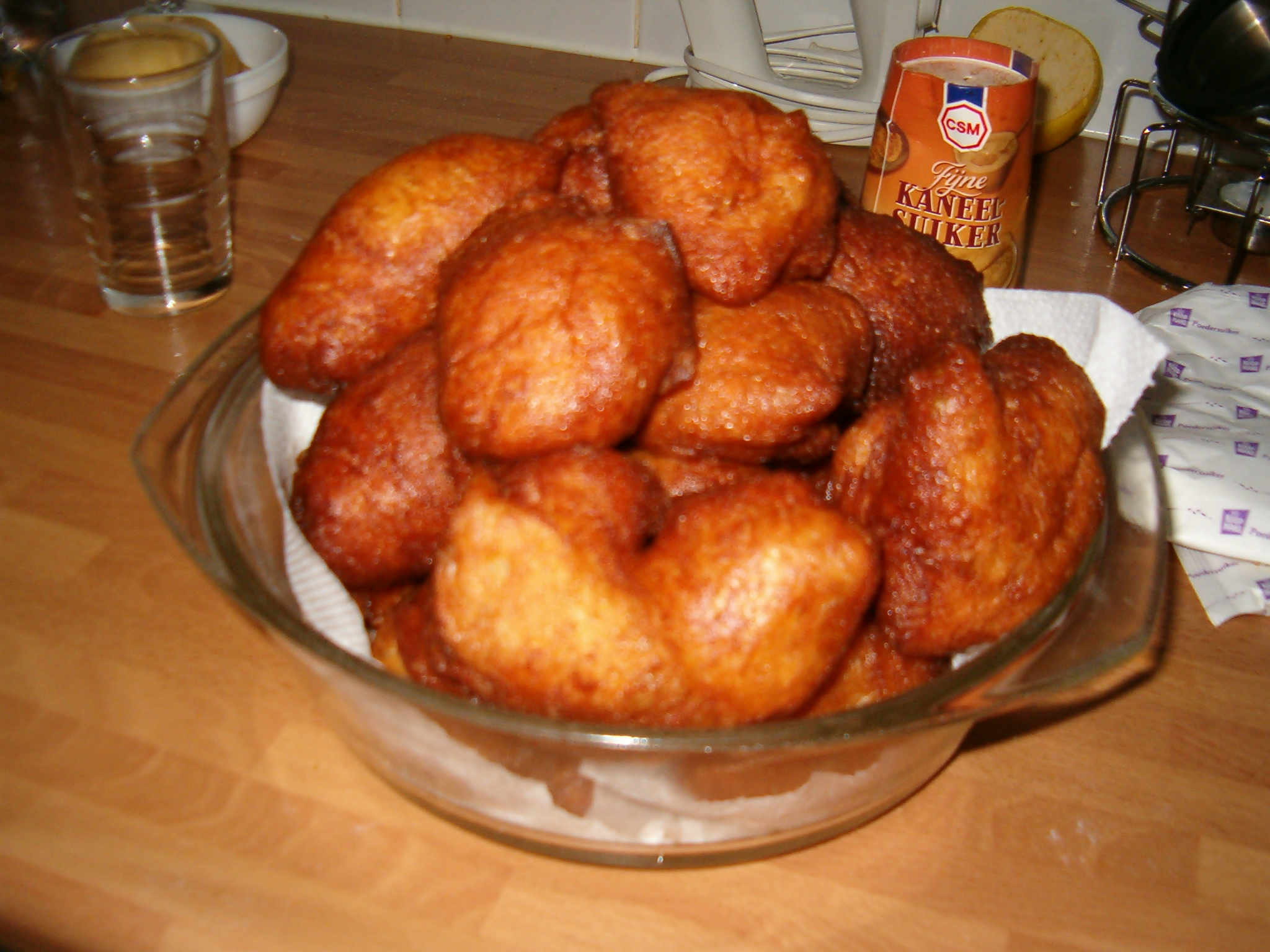
Oliebollen / smoutebollen acabats de fer, sense sucre.

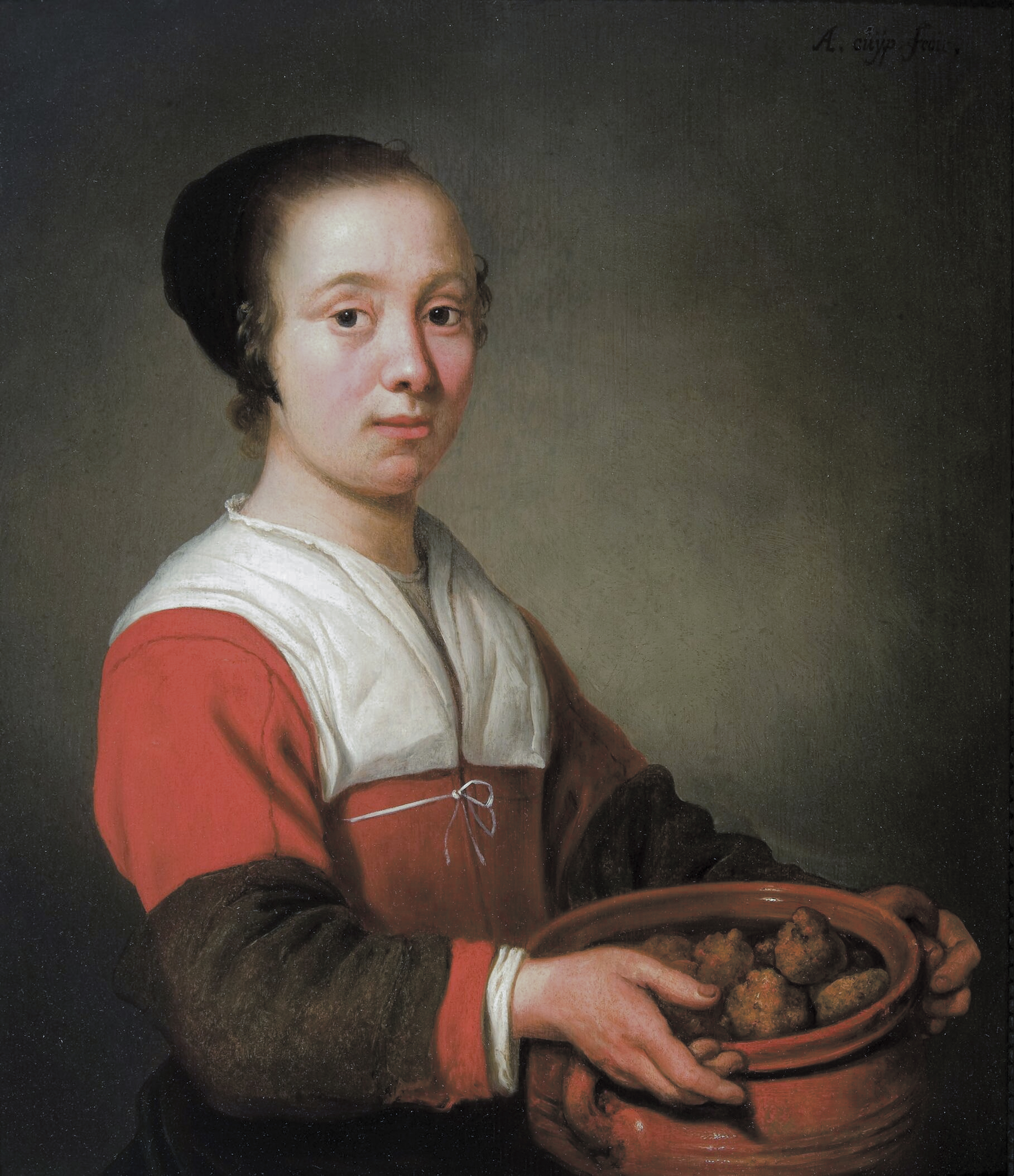
Dona jove amb una olla plena d'oliebol (obra del pintor neerlandès Aelbert Cuyp, ca. 1652).

Oliebol o smoutebollen (literalment 'boles d'oli') és un dolç típic de la cuina neerlandesa. Se solen servir tradicionalment en any nou i en les celebracions de funfairs.

## Història
La primera vegada que es va començar a servir aquest dolç fou entre les tribus germanes durant la festa de Yule, és a dir durant el període que va des de 26 de desembre fins al 6 de gener. El déu germà Perchita juntament amb tots els dimonis viatja al cel de l'hivern i per aquesta raó se serveixen aquests congrets fregits en oli i per protegir-se del fred hivernal.

## Característiques
Aquest tipus de congret sol fer-se amb la concavitat de dues culleres que amunteguen una certa quantitat de massa que posteriorment s'aboca sobre la fregidora plena d'oli bullent. D'aquesta forma al fregir-se adquireixen aquest nom en neerlandès que és 'bola d'oli'. La massa s'elabora amb farina de blat, ous, llevat, sal i una mica de llet Com a farcit de la massa se solen afegir panses sultanes o trossos de poma, la massa sol deixar-se créixer durant almenys una hora. Quan se serveixen els Oliebollen se'ls afegeix una capa de sucre fina.